# Villa Prieuré Saint-Georges
Le prieuré Saint-Georges est une villa balnéaire située sur la commune de Batz-sur-Mer, dans le département français de la Loire-Atlantique.

## Localisation
La villa se trouve sur une terrain arboré situé à l'angle de la « rue de la Plage » et de la « rue du Golf », à centaine de mètres du port Saint-Michel et à environ 300 mètres de l'église Saint-Guénolé, le cœur du bourg.

## Historique
Avec l'arrivée de la mode des bains de mer et du tourisme dans la région, des villas balnéaires sont édifiées au Bourg de Batz, comme on dit alors, dès le milieu du XIXe siècle, par la petite bourgeoisie nantaise, qui s'établit dans les environs du port Saint-Michel.
La première construction balnéaire est la villa Saint-Michel-du-Rocher, bâtie en 1847 par Célestin Pavec, juriste originaire de Savenay et collectionneur de chansons populaires. La villa Ker Mannet, édifiée dans la seconde moitié du XIXe siècle, sera habitée dans les années 1950 par Jean Merrien, alias René de la Poix de Fréminville, navigateur et écrivain passionné de la mer.
La villa Prieuré Saint-Georges est construite en 1905 par l'architecte Georges Lafont à la demande du parisien Hippolyte Vaucourt (1850-1920), maire de Batz-sur-Mer depuis 1902. Elle remplace une première villa édifiée vers 1890 pour le compte de Paul Dupé, conducteur des Ponts-et-Chaussées à Nantes. Conformément au souhait d'Hippolyte Vaucourt, l'architecte Georges Lafont s'inspire de sa propre villa « Symbole » de La Baule.

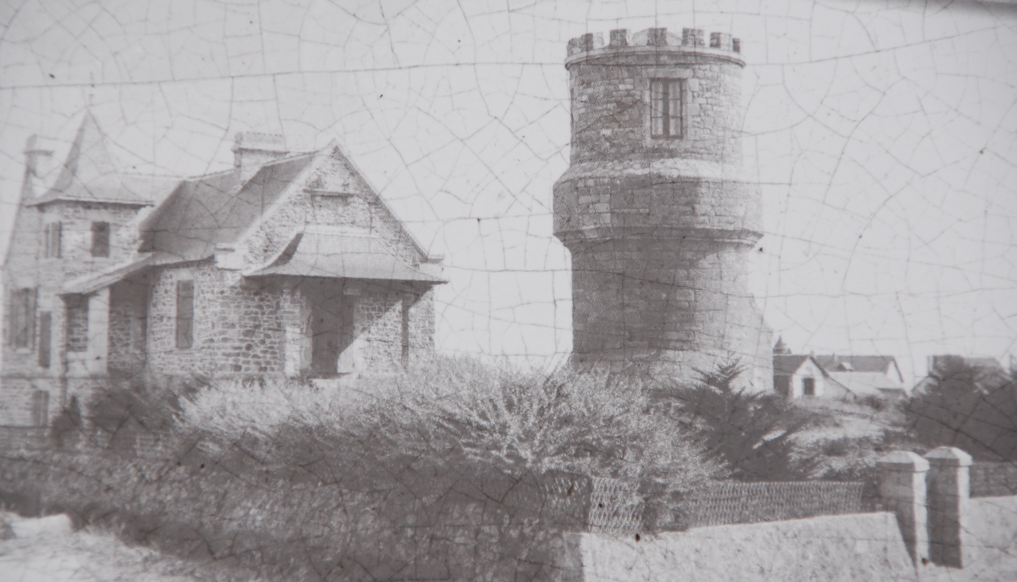
Photo ancienne du Prieuré Saint-Georges et du moulin des bénédictins.

Le 4 juillet 1920, Hippolyte Vaucourt, décède dans sa villa. Sa veuve Marie-Louise Singer (une alsacienne qui n'a aucun lien de parenté avec la famille du fabricant américain de machines à coudre Singer), lègue vers 1936, le prieuré au diocèse de Nantes, qui, à son tour, le revend en 1947 au journal La Nouvelle République du Centre-Ouest. Le quotidien en fait sa colonie de vacances jusqu'en 1961, date à laquelle la villa est vendue à l'Organisation centrale des camps et activités de jeunesse (OCCAJ).
En 2006, la villa est achetée par un agent immobilier qui y propose des locations saisonnières.

## Architecture
Le Prieuré Saint-Georges répond à une double influence médiévale (un donjon, des créneaux) et balnéaire (véranda, bow-window, saillies de toit).
À ses côtés, dans l'enceinte de la propriété, se dresse le moulin médiéval appartenant jadis aux moines bénédictins de l'ancien prieuré jusqu'au XVIIIe siècle. Paul Dupé en fait une tour crénelée qui sert de belvédère.

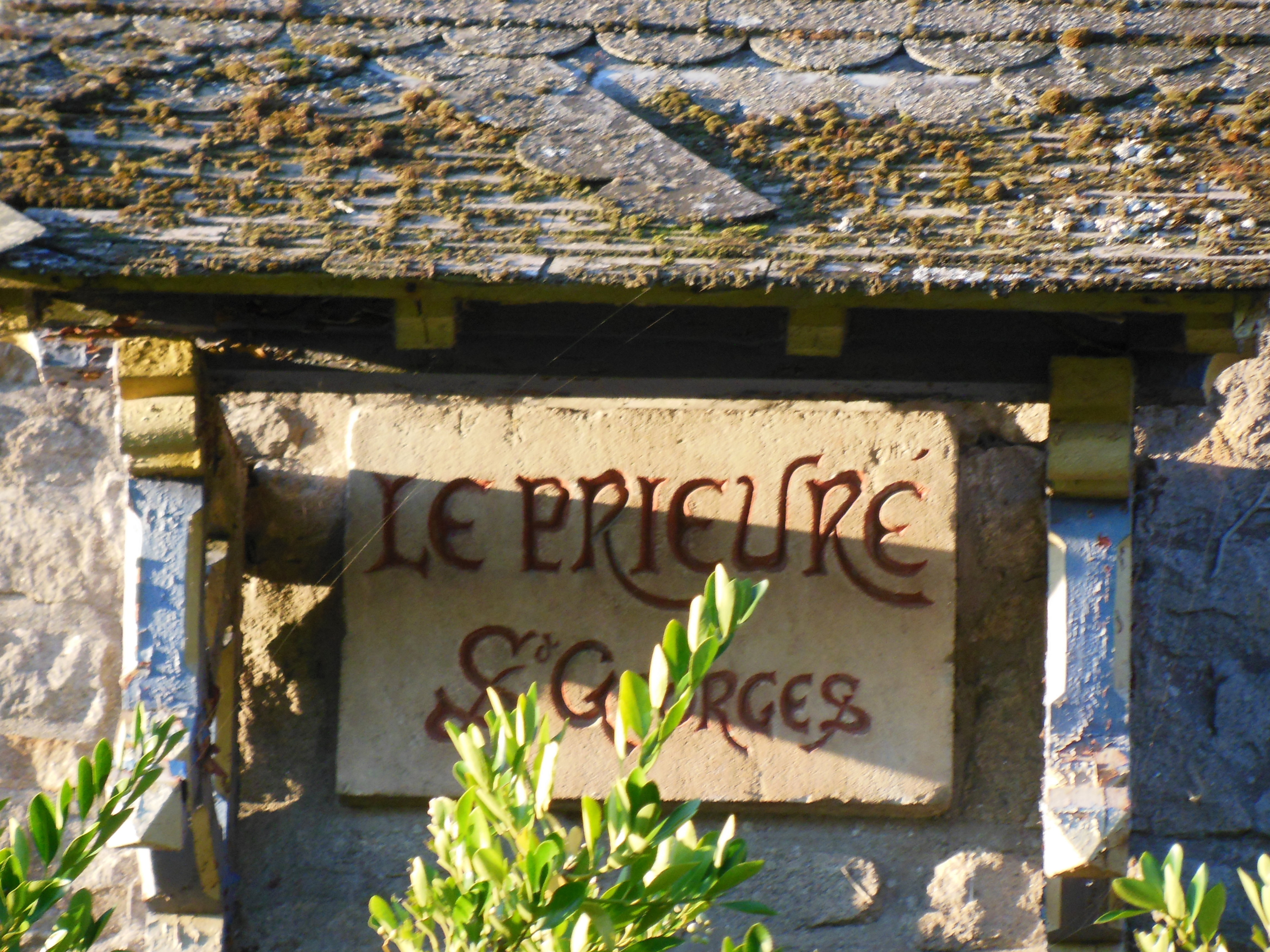
Nom de la villa.
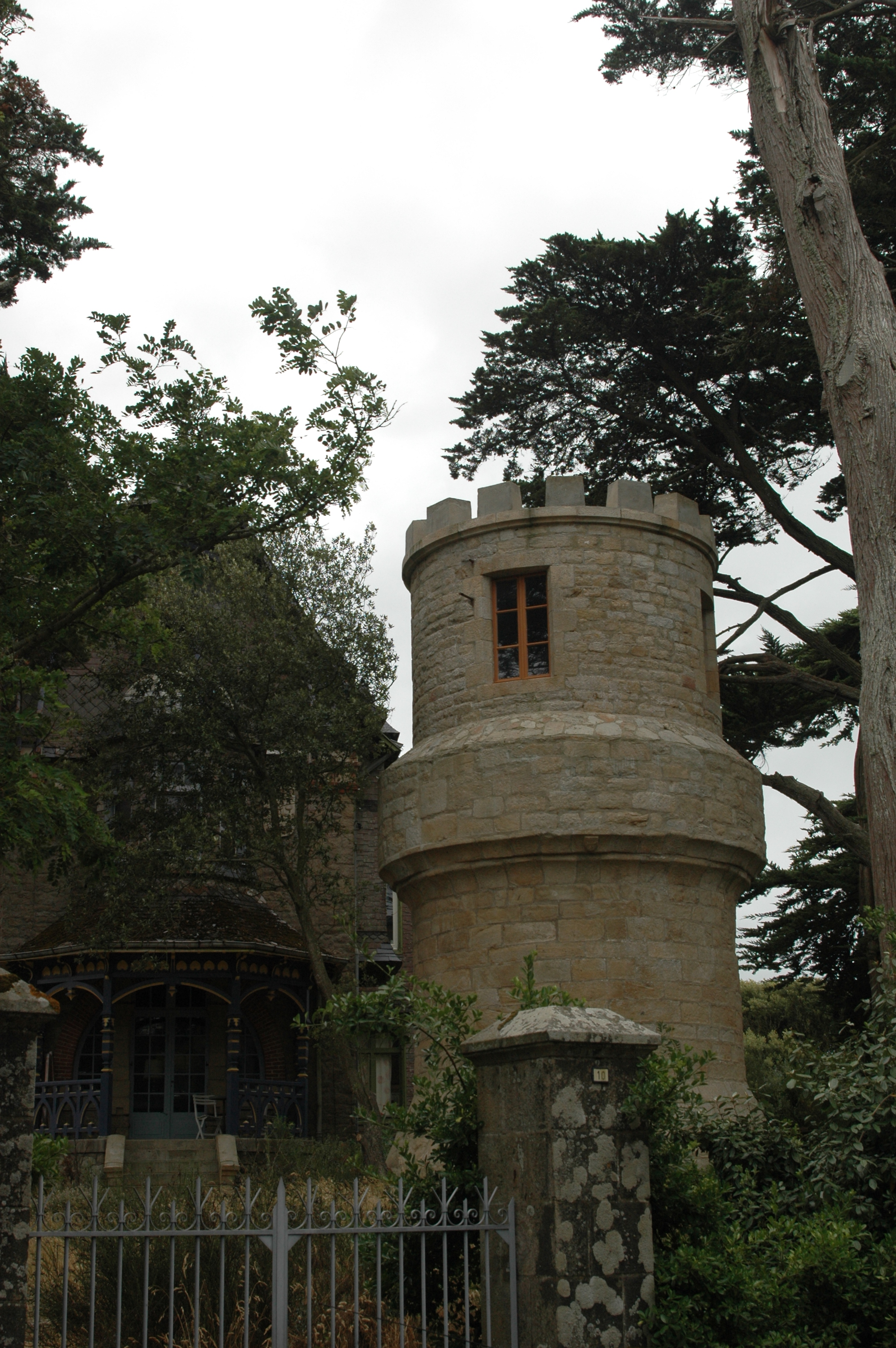
Moulin du Prieuré.

## Cinéma
La villa sert de décor en 2005 au tournage du film Cherche fiancé tous frais payés, d'Aline Issermann, avec Alexandra Lamy et Bruno Salomone.